# NGC 2132
NGC 2132 est un groupe d'étoiles dispersées autour de l'étoile SAO 234207 de magnitude visuelle d'environ 8,. Ce groupe a été enregistré par l'astronome britannique John Herschel en 1836.